# Frauenopfer
Frauenopfer ist ein 1921 gedrehter, deutscher Kammerspiel-Stummfilm von Karl Grune mit Henny Porten und Wilhelm Dieterle in den Hauptrollen.

## Handlung
Ein alter Graf hat seit geraumer Zeit ein Auge auf die Enkelin seines Schlossverwalters geworfen. Die junge Maria aber ist in den jungen Maler Walter verliebt, der jedoch als Künstler nur mäßig begabt ist. Die beiden heiraten und werden Eltern eines Kindes. Der Graf will jedoch von seinem Verlangen nach Maria nicht lassen und wählt nun einen anderen Weg, sich ihre Gunst zu erschleichen. Da Walters Bildverkäufe sehr zu wünschen übrig lassen, kauft der Graf über einen Strohmann regelmäßig sein Œuvre auf und verschafft der jungen Familie damit finanzielle Luft. Für diesen Weg aus den Geldsorgen verlangt der Alte aber auch einen Preis: Er will nicht mehr und nicht weniger als Marias Gunst. 
Eines Tages wird Walter durch einen fingierten Auftrag des Grafen aus seiner Stadt gelockt, damit der Alte bei der jungvermählten Mutter endlich freie Bahn hat. Maria ist zwar innerlich zutiefst widerwillig, aber dennoch bereit, für den Erfolg ihres Gatten und das Familienglück (nahezu) alles zu geben. Als der Alte sie einerseits derart heftig und wenig galant bedrängt und Maria andererseits sich der Auffassung ihres Malergatten erinnert, der zufolge ihm nichts über die Wahrheit geht, sieht sie keinen anderen Ausweg mehr, als den Freitod als ihr persönliches Frauenopfer zu suchen. Maria wählt einen Dolch und sticht sich ins Herz.

## Produktionsnotizen
Frauenopfer entstand in der zweiten Jahreshälfte 1921, passierte am 7. Januar 1922 die Filmzensur und wurde mit Jugendverbot belegt. Die Uraufführung fand am 15. Februar 1922 im Berliner Mozartsaal statt. Die Länge des Vierakters betrug 1839 Meter.
Die Bauten stammen von Paul Leni, Porten-Gatte Wilhelm von Kaufmann hatte die Produktionsleitung.

## Kritik
Paimann’s Filmlisten resümierte: „Das Sujet rückt das Kammerspielproblem in eine bedenkliche Phase. Der Stil ‚Hintertreppe‘ ist noch mehr auf das rein Mimische hin ausgebaut worden, leider unter Zurückstellung des Stofflichen. Die Darstellung wurde allen Anforderungen gerecht, besonders Dieterle gelangte zur Reife. Die Aufmachung verzichtete auf großen Aufbau und arbeitete vorwiegend mit Erkern und Ecken, was ihr aber die Möglichkeit der Unterstreichung der Spielszenen bis zu einem gewissen Grade nahm. Die Photographie war sehr gut.“